# Gentille alouette
Gentille alouette (lit. ‘Alosa simpàtica’) és una pel·lícula francoxilena del 1990, dirigida i guionada per Sergio Castilla. La protagonitzen Geraldine Chaplin i Héctor Alterio. Ha estat subtitulada al català.

## Argument
A París, un coronel xilè comença a investigar i perseguir la seva examant, l'actriu Angela Duverger, perquè sospita que està involucrada en accions contra el govern d'Augusto Pinochet. Durant el procés de captura, la realitat i els records del coronel es van barrejant.

## Repartiment
- Héctor Alterio com el coronel
- Geraldine Chaplin com a Angela Duverger
- John Leguizamo com a Ortiz
- Alain Ollivier
- Matilde Pecoraro

## Producció
Va ser produïda el 1984.

## Estrena
Va projectar-se per primera vegada en l'edició del 1990 del New York International Latino Film Festival.

## Recepció
The New York Times va qualificar la pel·lícula d'«intrigant» i va destacar que Castilla «combina el surrealisme amb l'humor complex i un estil visionari que, pel vestigi de Gabriel García Márquez i Luis Buñuel, sembla en si cinema llatinoamericà per antonomàsia».